# BRT Salvador
O BRT Salvador é um sistema de ônibus de trânsito rápido em Salvador, município capital do estado brasileiro da Bahia. Começou a ser construído em 2018 e está em funcionamento desde 2022. Está em operação nove estações ao longo de treze quilômetros, além de quatro linhas. A tarifa é o mesmo valor do serviço convencional municipal de ônibus, é paga exclusivamente pelo sistema de bilhetagem eletrônica (o que inclui o Salvador Card e o Metropasse) e participa do sistema de integração tarifária vigentes no município. Trata-se de um sistema de média capacidade de transporte de passageiros, segundo a própria Secretaria Municipal de Mobilidade de Salvador (SEMOB), em uma área não atendida pelo sistema metroviário, mas conectado fisicamente a ele.
Iniciado com o denominado "Eixo Lapa–Iguatemi do Projeto Corredores de Transporte Público Integrado", o projeto do sistema previu posteriormente treze estações com a divisão daquele Eixo em dois seguimentos e a adição de um terceiro trecho, instalando suas estações nas avenidas Antônio Carlos Magalhães, Juracy Magalhães e Vasco da Gama até o Terminal da Lapa.
Em 2023, o Prêmio Parque da Mobilidade Urbana concedeu menção honrosa ao projeto do BRT Salvador na categoria "iniciativas públicas em favor da mobilidade sustentável". O serviço rodoviário operou em 2023 com oito ônibus elétricos (de um total de 26 em circulação), além da inauguração de uma estação de eletrocarga própria (a maior do Brasil até então). A eletrificação da frota veicular é, em parte, fruto de suporte técnico oferecido pela Iniciativa de Mobilidade Urbana Transformativa (TUMI, na sigla em inglês). Com isso, tornou-se prática de destaque da Prefeitura de Salvador em atividades do Grupo C40 de Grandes Cidades para a Liderança Climática.
A construção do sistema ocorreu a partir do tamponamento do Rio Lucaia, impermeabilização do solo urbano, limitação ao esgotamento sanitário e supressão de vegetação, como também de discussões sobre extinção da ocupação de cobrador de ônibus, avanços tecnológicos da operação de transporte coletivo, subsídio público a essa operação e futuro do transporte rodoviário de passageiros. Além disso, embora chegue a áreas não atendidas pelo metrô, o sistema do projeto inicial opera em uma região da cidade já com infraestrutura urbana consolidada (inclusive, legalmente definida como Área Urbana Contínua ou Consolidada), isto é, uma região já com provisão de serviços de transporte público. Com isso há baixa demanda e baixo impacto no município, pois representa pouco dentro do universo de pessoas transportadas no Sistema de Transporte Coletivo por Ônibus de Salvador (STCO), quando 600 mil utilizaram o BRT Salvador num total de 30 milhões de pessoas transportadas no STCO em agosto de 2023.

## História

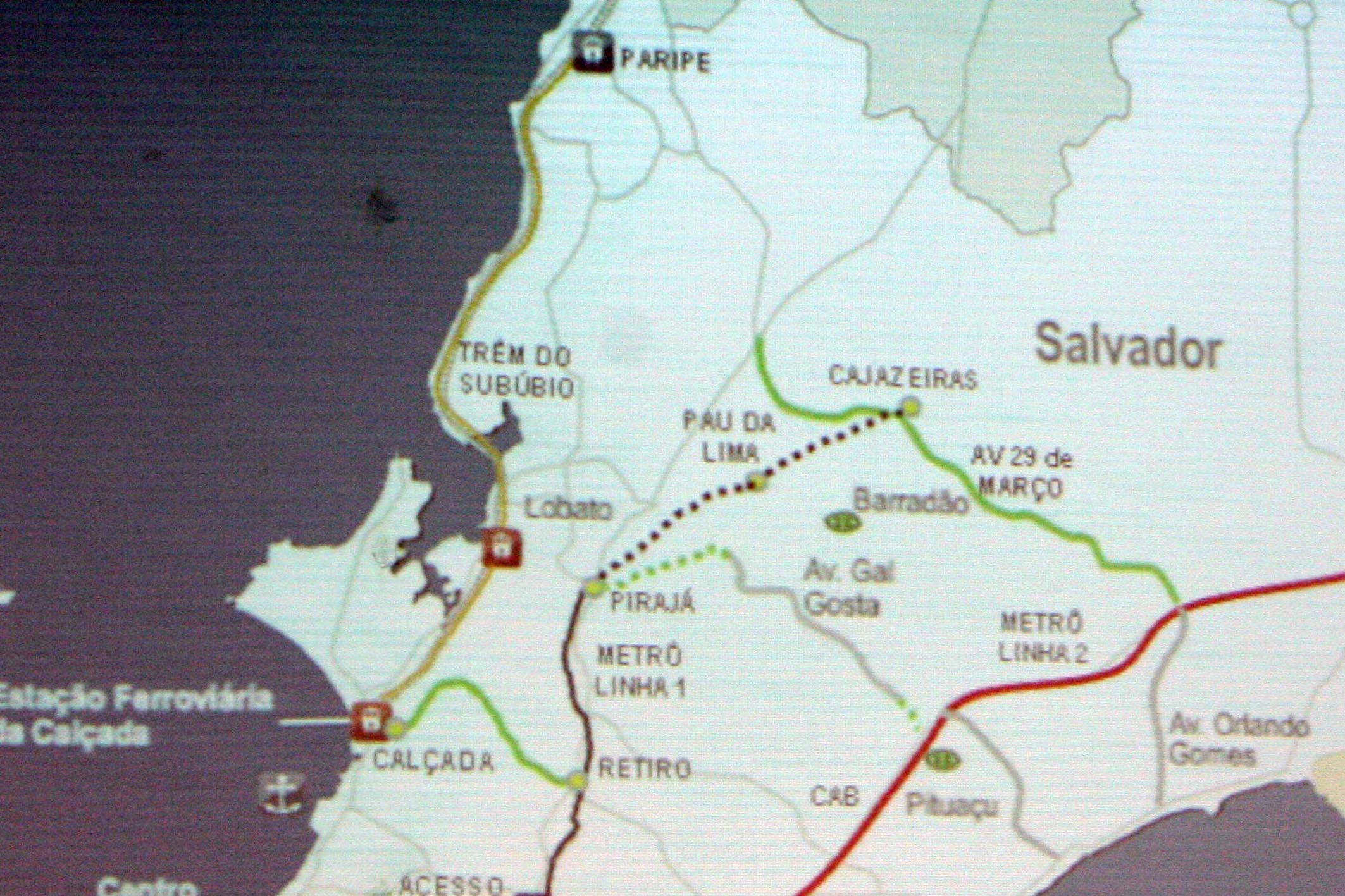
Mapa apresentado em coletiva de imprensa da Secretaria Estadual de Planejamento (SEPLAN) em 2011, em que se destaca os dois corredores transversais (em verde e cinza) ao metrô (preto e vermelho)

Alguns projetos de BRT foram idealizados para Salvador. O linha 2 do Metrô de Salvador chegou a ser substituída por um sistema de trânsito rápido de ônibus com investimentos reservados no Programa de Aceleração do Crescimento (PAC) e incluído na Matriz de Responsabilidades da Copa em 13 de janeiro de 2010. No entanto, após o Procedimento de Manifestação de Interesse (PMI) realizado em no início de 2011, foi descartado o BRT na Paralela (foi restringido à alimentação do metrô por vias transversais), retirado da matriz na revisão realizada em novembro de 2013 e a opção final pelos trilhos foi definida. Assim, permaneceu a opção pela alimentação por ônibus através das vias transversais.
Tais transversais encontram-se em obras. São a Linha Azul e a Linha Vermelha (antigos corredores transversais I e II) e compõem o sistema de transporte de massa, pois ligam ambas as linhas metroviárias, alimentando-as, bem como alimentaria a linha de trens urbanos do Subúrbio ou seu substituto. Depois das obras do governo estadual nesses corredores, cabe à Prefeitura implantar um sistema de média/alta capacidade, provavelmente um BRT, em uma das faixas. A segunda parte da Linha Vermelha, o BRT Águas Claras-Paripe teve em outubro de 2013 verba liberada pelo governo federal para financiar a sua construção, dentro do PAC Mobilidade Urbana. As obras significam a duplicação da rodovia estadual Estrada Paripe-Base Naval para adequação ao modal, a começar pelos estudos de topografia e sondagem, para que se chegue de Águas Claras à futura Parada São Luís (do VLT de Salvador).

Diagrama das estações do então projeto do BRT Lapa-Iguatemi

Outro projeto de BRT para a cidade foi o "Eixo Lapa–Iguatemi do Projeto Corredores de Transporte Público Integrado", priorizado pela Prefeitura para estabelecer um sistema de ônibus de trânsito rápido (BRT, na sigla em inglês) entre a Estação da Lapa e a Estação Rodoviária Sul. No entanto, o projeto previa financiamento parcial do governo federal e, devido aos cortes de gastos públicos federais em 2015, o próprio prefeito Antônio Carlos Magalhães Neto anunciou que o BRT, promessa sua de campanha eleitoral, não iria sair do papel.

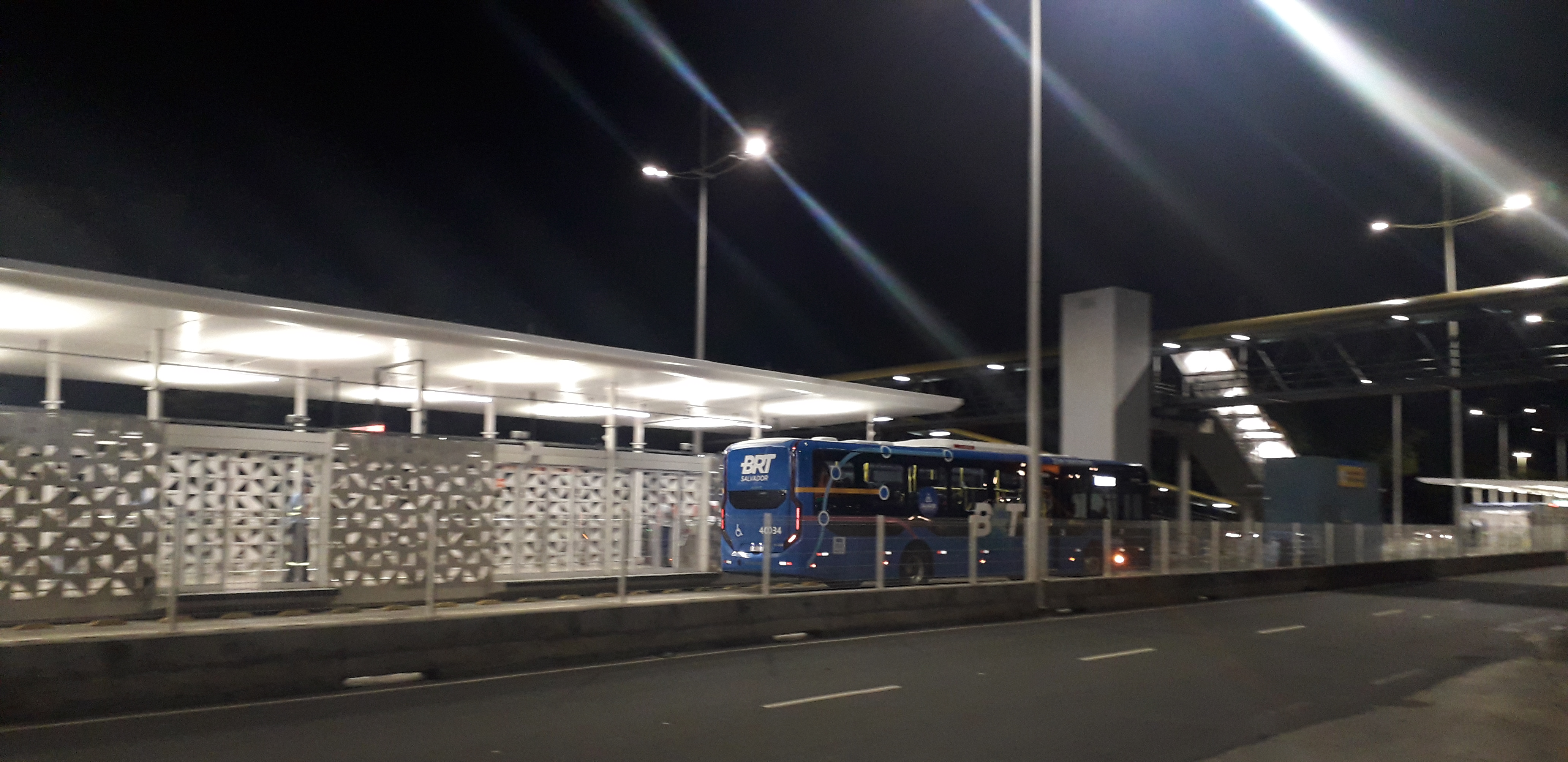
Vista noturna da Estação Parque da Cidade

Após a Prefeitura Municipal de Salvador conseguir financiamento e realizar alterações no traçado e projeto de construção, o sistema começou a ser construído em 2018. Ao fim de 2020, as obras do trecho 1 foram concluídas, o que incluiu o Complexo Viário Felix Mendonça. Com a conclusão da maior parte das obras também no trecho 3, o sistema teve uma viagem inaugural com o então prefeito em 30 de setembro de 2022 e no dia seguinte começou a ser operado em fase de testes (operação assistida), de forma gratuita e horário reduzido. Em março de 2023, as obras do trecho 3 foram concluídas com a entrega da Estação Pituba. Na semana seguinte, teve início a operação da linha B2 alcançando a orla do bairro da Pituba e, em 30 de setembro, a linha B3 entrou em operação, circulando por avenidas do interior da Pituba. Embora previsto para o final de 2023, o trecho 2 e a linha B4 foram inaugurados em abril de 2024 em operação assistida restrita às estações Lapa, Rio Vermelho e Cidade Jardim conectadas à estação Pituba.

## Características do sistema

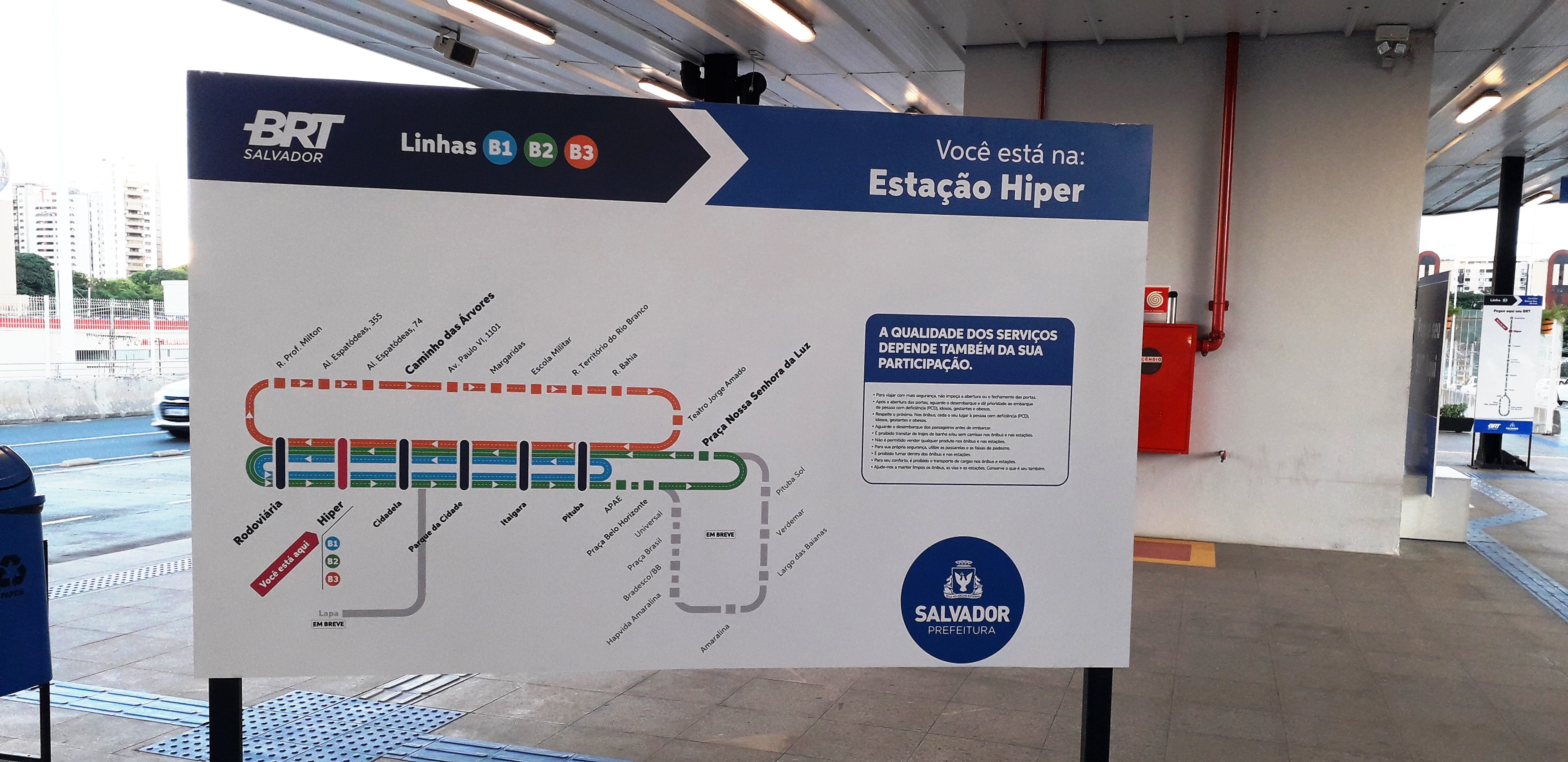
Mapa informativo na Estação Hiper sobre as linhas dos sistema em operação e indicação de linhas previstas em 2023

Desde abril de 2024, o sistema do BRT Salvador conta com nove estações em funcionamento desde os bairros do Caminho das Árvores e Itaigara, passando pelo Rio Vermelho até o bairro Centro. O projeto da construção previu três trechos: as estações Rodoviária Sul, Hiper e Cidadela pertencem ao trecho 1, com cerca de três quilômetros de extensão; o trecho 2 tem sete quilômetros de extensão e compreende as estações da Lapa, Barris, Vasco da Gama, Ogunjá, HGE, Rio Vermelho, Pedrinhas e Cidade Jardim; já o trecho 3 abrange as estações Parque da Cidade, Itaigara e Pituba. O trajeto entre essas estações são em via segregada e exclusiva à frota do BRT e estações para embarque e desembarque no mesmo nível que os veículos. A via segregada é acompanhada parcialmente por dez quilômetros de ciclovia.
| Estação          | Trecho | Linha          | Localização         | Integração                                                                                                   | Acesso               | Situação atual                       |
| ---------------- | ------ | -------------- | ------------------- | --- | -------------------- | ------------------------------------ |
| Rodoviária Sul   | 1      | B1, B2, B3     | Caminho das Árvores | Estação Rodoviária da Linha 2 do Metrô de Salvador Terminal Rodoviário de Salvador Terminal Rodoviária Norte | Único                | Inaugurada em 1.º de outubro de 2023 |
| Hiper            | 1      | B1, B2, B3     | Caminho das Árvores | | Único                | Inaugurada em 1.º de outubro de 2023 |
| Cidadela         | 1      | B1, B2, B3     | Caminho das Árvores | | Único                | Inaugurada em 1.º de outubro de 2023 |
| Cidade Jardim    | 2      | B4             |                     | |                      | Inaugurada em 25 de abril de 2024    |
| Pedrinhas        | 2      | B4             |                     | |                      |                                      |
| Rio Vermelho     | 2      | B4             |                     | |                      | Inaugurada em 25 de abril de 2024    |
| HGE              | 2      | B4             |                     | |                      |                                      |
| Ogunjá           | 2      | B4             |                     | |                      |                                      |
| Vasco da Gama    | 2      | B4             |                     | |                      |                                      |
| Barris           | 2      | B4             |                     | |                      |                                      |
| Lapa             | 2      | B4             | Nazaré              | Estação Lapa da Linha 1 do Metrô de Salvador Terminal da Lapa                                                |                      | Inaugurada em 25 de abril de 2024    |
| Parque da Cidade | 3      | B1, B2, B3     | Itaigara            | | Separado por sentido | Inaugurada em 1.º de outubro de 2023 |
| Itaigara         | 3      | B1, B2, B3     | Itaigara            | | Separado por sentido | Inaugurada em 1.º de outubro de 2023 |
| Pituba           | 3      | B1, B2, B3, B4 | Itaigara            | | Único                | Inaugurada em 31 de março de 2023    |

O sistema é percorrido por quatro linhas (B1, B2, B3 e B4). A linha B1 mantém seu trajeto dentro da via exclusiva segregada entre as estações Rodoviária Sul e Pituba, enquanto as linhas B2 e B3 alcançam pontos de ônibus comuns no bairro da Pituba propriamente em trajetos maiores que o da B1 e que incluem as praças Belo Horizonte e Nossa Senhora da Luz (no caso da B2) e Alameda das Espatódeas e avenidas Paulo Vi e Manoel Dias da Silva. A linha B4 trafega apenas dentro da via exclusiva segregada entre as estações Lapa e Pituba.
As linhas B1 e B4 são do tipo paradeira, já que permite embarque e desembarque em todas as estações de seu percurso, enquanto as linhas B2 e B3 são do tipo expandida, pois saem da via segregada para transportar passageiros. Há ainda a previsão de que o sistema opere com linhas do tipo expressa, isto é, sem parar em estações intermediárias de seu percurso.
| Linha | Inauguração         | Percurso                                        | Tipo      |
| ----- | ------------------- | ----------------------------------------------- | --------- |
| B1    |                     | Pituba ⇔ Rodoviária                             | paradeira |
| B2    |                     | Rodoviária ⇔ Pituba ⇒ Pç. N. S. da Luz ⇒ Pituba | expandida |
| B3    |                     | Pituba ⇔ Rodoviária ⇒ Av. Paulo VI ⇒ Pituba     | expandida |
| B4    | 25 de abril de 2024 | Pituba ⇔ Lapa                                   | paradeira |
| B5    | previsto            |                                                 |           |
| B6    | previsto            |                                                 |           |